# Что такое культуральная история?

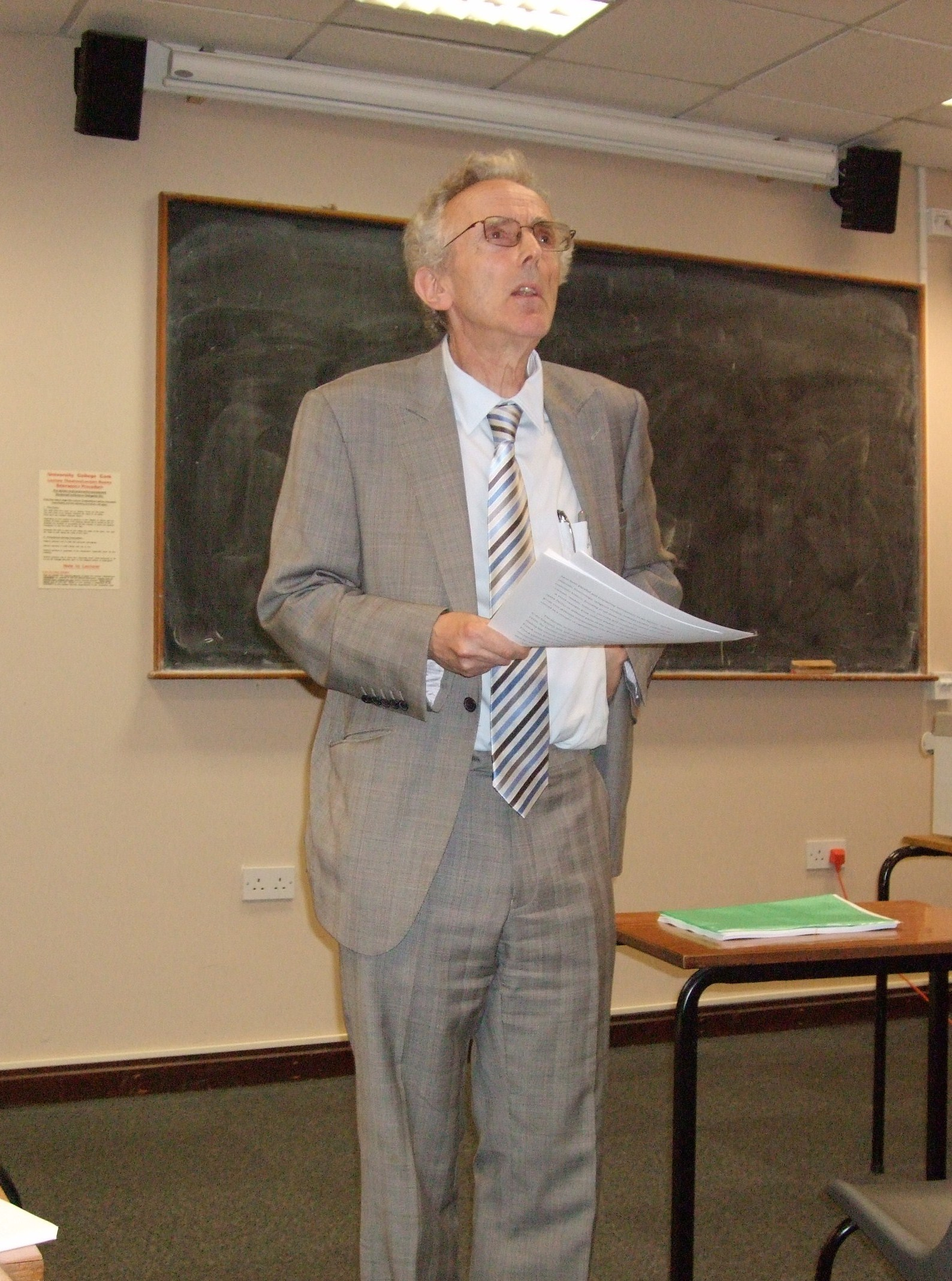
Питер Бёрк

Что такое культуральная история? (англ. What is Cultural History?) — научно-популярная книга Питера Бёрка, изданная впервые на английском языке в 2008 году.
На русском языке книга была опубликована в 2015 году.

## Содержание
Английский историк Питер Бёрк предлагает настоящий путеводитель по прошлому, настоящему и будущему культуральной истории не только в англоговорящем мире, но и в континентальной Европе, Азии, Южной Америке.
Впервые определение культурной истории было дано немецким историком Карл Лампрехтом в 1897 году. Основоположниками этой науки называют мыслителей XVIII и XIX веков: Якоба Буркхардта, Джамбаттиста Вико или Вольтера.
Питер Бёрк выделяет четыре этапа развития культуральной истории:
— классический период (XIX век и первая половина XX века);
— изучение социальной истории искусства (с 1930-х годов);
— появление истории народной культуры (с 1960-х годов);
— «новая культурная история»
К классическому периоду (1800—1950) Бёрк относит труды швейцарца Якоба Буркхардта («Цивилизация Возрождения в Италии», 1860), голландского историка Йохана Хёйзинги («Осень Средневековья», 1919) и англичанина Дж. М. Янга («Викторианская Англия», 1936).
В первой половине XX века большую роль в развитии культурной истории, по мнению Питера Берка, сыграли труды социологов — работа Макса Вебера «Протестантская этика и дух капитализма» (1904) и книга Норберта Элиаса «Процесс цивилизации» (1939).
Впервые о «народной культуре» заговорили немецкие мыслители конца XVIII века, затем этот термин был подхвачен и в других странах.
В марксистских и близких к марксизму подходах в Англии, пишет Берк, в 1960-е годы произошло повторное открытие истории «народной культуры» (Эрик Хобсбаум, «Джазовая сцена» (1959); Эдвард П. Томпсон, «Формирование английского рабочего класса» (1963)).
В качестве проблем культуральной истории Бёрк называет:
— проблему субъективного подхода к материалу исследования,
— проблему, связанную с методами исследований.
Одним из возможных решений проблемы субъективизма является так называемая «серийная история», в рамках которой источники анализируются хронологически.
Другим методом, которым достаточно успешно пользуются некоторые культуральные историки, утверждает Берк, является «контент-анализ», способ изучения текста или группы текстов, выявляющий частоту употребления тех или иных слов.
Берк пишет, что классический подход марксистами (Фредерик Анталь, Эдвард Томпсон и др.) подвергался критике за то, что не мог описать культурные противоречия между социальными классами, различия между полами, поколениями, «временными зонами», за переоценку гомогенности культур.
Не все люди существуют в одном и том же «теперь», часть общества продолжает жить в прошлом, считал марксист Эрнст Блох.
1960—1990-е гг среди учёных происходит поворот к антропологии. Культурологи пытаются давать культурологические объяснения различным сторонам жизни общества, даже политическим событиям (Ф. С. Л. Лайенс, «Культура и анархия в Ирландии», 1990—1939).
В 1980-е гг в обиход вошла формулировка «новая культуральная история». Бёрк останавливается на исследованиях четверых теоретиков, практикующих НКИ (Михаил Бахтин, Норберт Элиас, Мишель Фуко, Пьер Бурдьё) и др.
Бёрк подчёркивает связи между новыми подходами к исторической мысли и развитием феминизма (Дж. Картрайт, Дж. Келли, К.Байнем и др.), постколониальных исследований (Э. Саид, «Ориентализм». 1978))). Учёным также сделан обзор последних исследований и обозначены возможные направления культуральной истории в XXI веке.

## Об авторе
Питер Берк (Peter Burke) родился 16 августа 1937 года в Стэнморе, в Великобритании. Британский историк культуры, медиевист. Эксперт по истории культуры нового и новейшего времени.
Учился в иезуитском училище, в Колледже Святого Иоанна и Святого Антония при Оксфордском университете.
В 1962—1979 годах преподавал в Школе европейских исследований Суссекского университета, затем в колледже Эммануэля при Кембриджском университете, где получил звание профессора истории культуры.
Член Европейской академии, член Королевского исторического общества Великобритании.

## Отзывы
Александр Львович Доброхотов – профессор кафедры наук о культуре факультета философии НИУ Высшей Школы Экономики:
«Кембриджский профессор Питер Бёрк лаконично и просто дает очерк истории культурологии и картину современного состояния ее разнообразных направлений () Большая часть книги посвящена новым парадигмам культуралистики. Привлекательна авторская манера давать ясные и неагрессивные характеристики различных подходов и учений. Если вспомнить об идеологической ангажированности многих сегодняшних культуральных доктрин, эта объективность и ненавязчивость делает книгу Бёрка особо весомой. Вполне логично, что к истории культурологии автор применяет культуральный подход: каждое учение получает свой культурный контекст, историю появления и среду, в которой прочерчены взаимодействия и конфликты с контрагентами. Автор пытается даже заглянуть в будущее культуральных знаний, не исключая, что впереди может быть и период своего рода „усталости от культуры“. Завершающий книгу хронологический список значимых публикаций по культуральной истории за 1860—2007 годы дает картину достижений в этой области — картину, естественно, субъективную, но весьма ценную, ведь „субъект“ и сам уже классик культуральной истории».